# Копиште
Копиште је ненасељено острво у хрватском делу Јадранског мора. Припада акваторији Општине Ластово, у групи од 48 острва и острваца у око острва Ластова. 
Налази се између острва Ластово од којег је удаљено 7 км западно и острва Сушак које је 12 км западно од Копишта. Површина острва износи 0,739 км². Дужина обалске линије је 7,72 км.. Највиши врх на острву је висок 93 м.